# 小幡信定
小幡 信定（おばた のぶさだ）は、戦国時代の武将。上野国甘楽郡の国衆。国峯城城主。

## 生涯

### 出自、武田氏配下時代
父は上野小幡氏で国峯城主・小幡信真の長弟・信高でその次男。永禄12年（1569年）12月に父が戦死し、翌13年（1570年）3月17日付で武田信玄より小幡弁丸に父・信高の戦死の戦功を賞され知行・被官の相続を認められており、この「弁丸」が信定であると考えられている。天正7年（1579年）5月17日付で祖父・全賢より行儀などの意見書を与えられており、この時点で既に元服しており「平三」を名乗っている。諱のうち「信」は武田氏の偏諱を受けたものと考えられる。この際同時に伯父・信真の養嗣子となったと考えられる。

### 武田氏滅亡後、後北条氏配下時代
天正10年（1582年）3月に甲斐武田氏が織田信長の甲州征伐により滅亡すると、小幡氏は同月7日には上野に侵攻してきた信長の子・勝長を通じて織田氏に従属している。その一方で、同月10日に信定は安中氏の所領・郷原（現・安中市）に攻め込み、混乱に乗じて領土拡大を目論んだという（『里見吉政戦功覚書』）。
甲州征伐後は滝川一益の配下となるが、同年6月に本能寺の変が起きて信長も勝長も死去し、同月に神流川の戦いで滝川一益が北条氏直に敗れると後北条氏の幕下に入った。その後の小幡氏は北条氏邦の指南を受け、後北条氏の「他国衆」に位置付けられた。信定は同13年（1585年）4月、後北条氏より「右兵衛尉」の官途を与えられ、同17年（1589年）9月には養父・信真より家督を譲られ当主となったとみられる。

### 小田原征伐、その後
天正18年（1590年）の小田原征伐で後北条氏が豊臣秀吉と戦争状態に突入すると、信定は一族を率いて小田原城に籠城した。小田原城の籠城戦は4月から行われたが、6月12日に織田信雄家臣・岡田利世から投降を促される書状が信定に送られている。一方で国元においては、信定の庶兄・彦三郎信氏が北陸道を侵攻してきた前田軍に投降し、信氏が先鋒となって国峯城を攻め、守備していた叔父・信秀が殺害されている。7月5日に小田原城が開城し、その後は徳川家康に身柄を委ねた。所領である上野国小幡は徳川家臣・奥平信昌に与えられ、信定は奥平氏に仕え知行1800俵を与えられている。その後暫くして加賀前田家に仕えたという。なお、庶兄・信氏や弟・囚獄も前田氏に仕えており、信氏が7000石、信定が1500石を与えられた。兄・信氏の方が知行高が高いのは、信氏の方が先に前田利長に仕えたことに関係していると推測されている。